# Гримизни врх
Гримизни врх (енгл. Crimson Peak) је готско-љубавни филм из 2015. године редитеља Гиљерма дел Тора и писаца дел Тора и Метјуа Робинса. Главне улоге играју Мија Вашиковска, Том Хидлстон, Џесика Частејн, Чарли Ханам и Џим Бивер. Прича, смештена у викторијанско доба Енглеске, прати амбициозну ауторку која путује у забачену готску вилу у енглеским брдима са својим новим мужем и његовом сестром. Тамо мора да одгонетне мистерију иза сабласних визија које прогањају њен нови дом.
Године 2006, фантастични сценарио који су написали дел Торо и Робинс продат је Universal Pictures-у, а дел Торо је постављен за режију. Развој је одложен због сукоба распореда. Филм је описан као „прича о духовима и готска романса”, надахнута другим хорор филмовима, попут филмова Поседнуће, Невиност и Исијавање. Снимање је започето 10. фебруара 2014. године у Pinewood Toronto Studios-у у Торонту, додатним снимањем у Хамилтону, а завршило се 16. маја те године. Филм су продуцирали Legendary Pictures и продуцентска кућа дел Тора, DDY Productions.
Премијера филма Гримизни врх била је 25. септембра 2015. године на Фестивалу фантастичних филмова и издат је 16. октобра 2015. године у Сједињеним Државама, у стандардним и IMAX форматима. Филм је издат 15. октобра 2015. године у Србији од стране Taramount Film-а. Филм је добио генерално позитивне критике критичара, многи су хвалили продукцијске вредности, наступе и режију, али критиковали су радњу и ликове. Широм света је зарадио 74 милиона америчких долара наспрам буџета од 55 милиона америчких долара. Филм је добио три номинације на 21. додели награда Емпајер, укључујучи за најбољи хорор. Филм је добио девет номинација 42. додели награда Сатурн, освојивши три, укључујући за најбољи хорор филм, за најбољу споредну женску улогу за Частејнову и за најбољи продукцијски дизајн за Томаса Сандерса.

## Радња
У Буфалу, 1887. године, америчка наследница Идит Кушинг је ћерка богатог бизнисмена Картера Кушинга. Једне ноћи, младу Идит посети црни, унакажени дух њене покојне мајке који је упозорава, „Чувај се Гримизног врха”.
Године 1901, Идит, сада надобудна ауторка, упознаје сер Томаса Шарпа, енглеског баронета, који је у Сједињене Државе дошао са сестром Лусил. Он тражи инвеститоре за свој изум за вађење глине. Идит примећује да је одећа и брата и сестре скупо израђена, али застарела и прилично ношена. Незадовољан Шарповим претходним неуспехом у прикупљању капитала, господин Кушинг одбацује Томасов предлог.
Када се Томас и Идит љубавно вежу, Идитин пријатељ из детињства, др Алан Макмајкл, то не одобрава. Господин Кушинг ангажује приватног детектива који открива неслане чињенице о Шарповима. Господин Кушинг потом подмићује брата и сестру да одмах напусте Америку, завршавајући Томасову и Идитину љубав. Томас, међутим, шаље Идит поруку у којој објашњава своје поступке и запроси је.
Након мистериозне језиве смрти господина Кушинга, Идит и Томас се венчавају и враћају у Енглеску. Стижу у Алердејл хол, оронулу вилу Шарпових у Камберленду, која непрестано тоне у рудник црвене глине на којем је смештена, а временом је нагрижена. Лусил је хладна према Идит, док је Томас и даље физички дистанциран, њихов брак није консумиран. Лусил опсесивно слаже Идит са чајем од „бобичастог воћа” и Томас је наговара да добије прву половину имања покојног оца да би наставио изградњу на рударској машини.
Грозни црвени духови почињу да се појављују пред Идит свуда у вили, застрашујући је у вези Шарпових. У тренутку када Томас спомиње да се имање назива „Гримизни врх” због топле црвене глине која продире кроз снег, Идит постаје слаба и искашљава крв. Томас води Идит на излет до локалне поште. Поштарски службеник даје Идит писмо из Италије упућено Е. Шарп. Идит открива да је Томас имао везу са Италијанком чији је први иницијал такође „Е”. Томас и Идит заснежени су током ноћи и искористе прилику да коначно воде љубав. Лусил се бесни након њиховог повратка, наизглед узнемирена што су Идит и Томас спавали заједно, узнемирујући Идит. Док је Лусил ометена, Идит украде један од њених многих кључева.
Идит истражује дворац и повезује трагове, откривајући да се Томас претходно оженио с три богате жене, једна Италијанка по имену Енола Скоти, чији се закључани пртљажник налази у подруму поред каца крваво-црвене глине. Дух је намами у ормар где открива воштане цилиндре на којима је једна од Томасових претходних супруга снимила поруку у којој се открива да су је Шарпови отровали за наследство. Идит схвата да је Лусил трује и да су брат и сестра имали вишегодишњу инцестну везу, што је резултирало болесним дететом које је умрло убрзо након рођења. Лусил, поремећенија од брата, такође је убила њихову мајку након што је открила инцест своје деце. Томас је наследио породично властелинство које, као и многа аристократска имања у то доба, више није исплативо; Шарпови су готово без новца. Брат и сестра су тако започели шему „венчања и убистава” како би се издржавали и финансирали Томасове изуме. Када Идит открије своја открића, Лусил је гурне са балкона, надајући се да ће је убити, али само сломшивши ногу.
Враћајући се у Сједињене Државе, Алан сазнаје шта је господин Кушинг открио о Шарповима пре његове смрти: Томасови вишеструки бракови и Лусил у менталној установи. Глухом зиме путује у Алердејл хол да спаси Идит. Када Алан стигне, затиче Идит скоро приковану за кревет. Лусил захтева да га Томас убије. До сада се Томас осећа угушено од Лусил, жели све ово да остави иза себе и заљубио се у Идит. Лусил убоде Алана испод пазуха, а затим захтева да Томас заврши посао. У жељи да је заштити, Алану нанесе убодну рану на стомаку и сакрије га. Лусил приморава Идит да потпише уговор о преносу којим се Шарповима даје власништво над њеним имањем и проглашава да је убила Идитиног оца. Идит убоде Лусил и покуша да побегне. Томас спаљује трансфере и моли сестру да напусти кућу како би сви могли бити заједно. Лусил схвата да са њима жели и Идит. Узнемирена и љубоморна што Томас воли Идит, она га убија у слепом бесу, а затим прогони Идит. Уз помоћ Томасовог духа, Идит лопатом убија Лусил. Она се тихо опрашта од Томаса пре него што он нестане.
Идит и Алана спашавају сељани, док Лусил постаје црни дух Алердерјл хола, заробљена у вили, свирајући клавир читаву вечност. Крајњи доприноси подразумевају да је Идит написала роман под насловом Гримизни врх, заснован на њеним искуствима.

## Улоге
| Глумац          | Улога                                              |
| --------------- | -------------------------------------------------- |
| Мија Вашиковска | Идит Кушинг                                        |
| Џесика Частејн  | Лусил Шарп                                         |
| Том Хидлстон    | Томас Шарп                                         |
| Чарли Ханам     | др Алан Макмајкл                                   |
| Џим Бивер       | Картер Кушинг                                      |
| Берн Горман     | Холи                                               |
| Лесли Хоуп      | гђа Макмајкл                                       |
| Џонатан Хајд    | Огилви                                             |
| Емили Каутс     | Јунис                                              |
| Даг Џоунс       | дух Идитине мајке и леди Шарп                      |
| Хавијер Ботет   | дух Еноле Скоти, Маргарет Макдермот и Памеле Аптон |